# North East, Pennsylvania
North East är en ort i Erie County i delstaten Pennsylvania, USA.